# Rufo de Tebas
Rufo de Tebas, também chamado de Rufus, é um dos Setenta Discípulos. Ele foi um bispo da cidade de Tebas, na Grécia, e é citado no Novo Testamento em «Saudai a Rufo, escolhido no Senhor, e a sua mãe e minha.» (Romanos 16:13).

## Fonte
Assim como diversos outros santos, Rufo teve sua vida contada no livro Prólogo de Ohrid, de São Nikolai Velimirovic.